# یواس‌اس نورفک (دی‌ال-۱)
یواس‌اس نورفک (دی‌ال-۱) (به انگلیسی: USS Norfolk (DL-1)) یک کشتی بود که طول آن ۵۴۰ فوت (۱۶۰ متر) بود. این کشتی در سال ۱۹۵۱ ساخته شد.